# زریتسا دورکوویچ
زریتسا دورکوویچ (انگلیسی: Zorica Ðurković؛ زادهٔ ۱۴ سپتامبر ۱۹۵۷) بازیکن بسکتبال اهل یوگسلاوی است.
وی در مسابقات کشوری و بین‌المللی در مجموع برندهٔ ۱ مدال نقره، ۲ مدال برنز شده‌است.